# Сент-Эфрон
Сент-Эфро́н (фр. Saint-Euphrône) — коммуна во Франции, находится в регионе Бургундия. Департамент коммуны — Кот-д’Ор. Входит в состав кантона Семюр-ан-Осуа. Округ коммуны — Монбар.
Код INSEE коммуны — 21547.

## Население
Население коммуны на 2010 год составляло 198 человек.
| 1962 | 1968 | 1975 | 1982 | 1990 | 1999 | 2010 |
| ---- | ---- | ---- | ---- | ---- | ---- | ---- |
| 129  | 121  | 107  | 135  | 170  | 173  | 198  |

## Экономика
В 2010 году среди 134 человек трудоспособного возраста (15—64 лет) 105 были экономически активными, 29 — неактивными (показатель активности — 78,4 %, в 1999 году было 78,5 %). Из 105 активных жителей работали 99 человек (54 мужчины и 45 женщин), безработных было 6 (1 мужчина и 5 женщин). Среди 29 неактивных 8 человек были учениками или студентами, 19 — пенсионерами, 2 были неактивными по другим причинам.